# Tsai Pei-Shan
Tsai Pei-Shan (17 de junio de 1978) es una deportista taiwanesa que compitió en taekwondo. Ganó una medalla de bronce en el Campeonato Mundial de Taekwondo de 1993, y una medalla de plata en el Campeonato Asiático de Taekwondo de 2000.

## Palmarés internacional
| Representando a China Taipéi |                             |                   |           |
| Campeonato Mundial           |                             |                   |           |
| Año                          | Lugar                       | Medalla           | Categoría |
| 1993                         | Nueva York (Estados Unidos) | Medalla de bronce | –65 kg    |
| Campeonato Asiático          |                             |                   |           |
| Año                          | Lugar                       | Medalla           | Categoría |
| 2000                         | Hong Kong (China)           | Medalla de plata  | –72 kg    |